# Aleksa Terzić
Aleksa Terzić (ur. 17 sierpnia 1999 w Belgradzie) – serbski piłkarz występujący na pozycji obrońcy w austriackim klubie Red Bull Salzburg oraz w reprezentacji Serbii. Wychowanek Crvenej zvezdy, w trakcie swojej kariery grał także w takich zespołach, jak Grafičar Beograd, Fiorentina oraz Empoli.